# Command & Conquer: Red Alert: Retaliation
Command & Conquer: Red Alert: Retaliation è un videogioco strategico in tempo reale seguito di Command & Conquer: Red Alert.
Retaliation nasce dall'unione delle espansioni Counterstrike e The Aftermath di Red Alert per computer. Gli Westwood Studios decisero di utilizzare le missioni nelle due espansioni per creare un gioco indipendente per PlayStation dato che il mercato delle console non era abituato ad acquistare espansioni di giochi ma soltanto giochi completi.
Retaliation comprende una trama che si sviluppa dopo la fine di Red Alert. Il gioco include diciannove filmati a tutto schermo girati appositamente per il gioco, oltre alle unità e le missioni presenti nelle espansioni per computer. La modalità di gestione del joypad venne modificata per rendere il gioco più piacevole e venne inclusa una modalità a due giocatori con due PlayStation collegate tramite cavo. Per questa modalità erano incluse cento mappe.
Dal 12 aprile 2008 è possibile scaricare Command & Conquer: Red Alert: Retaliation per PlayStation 3 e PlayStation Portable tramite PlayStation Network.